# Fuzhou Airlines
Fuzhou Airlines è una compagnia aerea con sede all'aeroporto Internazionale di Fuzhou-Changle, Fuzhou, provincia del Fujian, Cina. È una controllata di Hainan Airlines e fa parte del gruppo HNA.
Al momento della fondazione nel 2014, Fuzhou Airlines aveva un capitale sociale di 2 miliardi di CNY (33 milioni di dollari). Il principale azionista della società era il gruppo HNA (1,2 miliardi di CNY, 60% del capitale), con il restante diviso tra la Fuzhou State Investment Holdings Co. (20% delle azioni) e Century Golden Resources Group e Ningbo Ruitong Network Technology Co. con il 10% ciascuno.

## Storia
La compagnia aerea è stata costituita come una sussidiaria in joint venture del gruppo HNA e del governo municipale di Fuzhou. Come parte degli accordi iniziali, il personale di Fuzhou Airlines (inclusi piloti, personale MRO e personale di cabina) è stato fornito dalla società madre Hainan Airlines.
Il 17 ottobre 2014, il vettore ha ottenuto il suo certificato di operatore aereo (COA) dalla Civil Aviation Administration of China (CAAC). Questo certificato era necessario per consentire il lancio alla fine del mese. Le operazioni sono iniziate il 30 ottobre 2014 con il suo primo volo sulla tratta Fuzhou-Pechino.

## Flotta

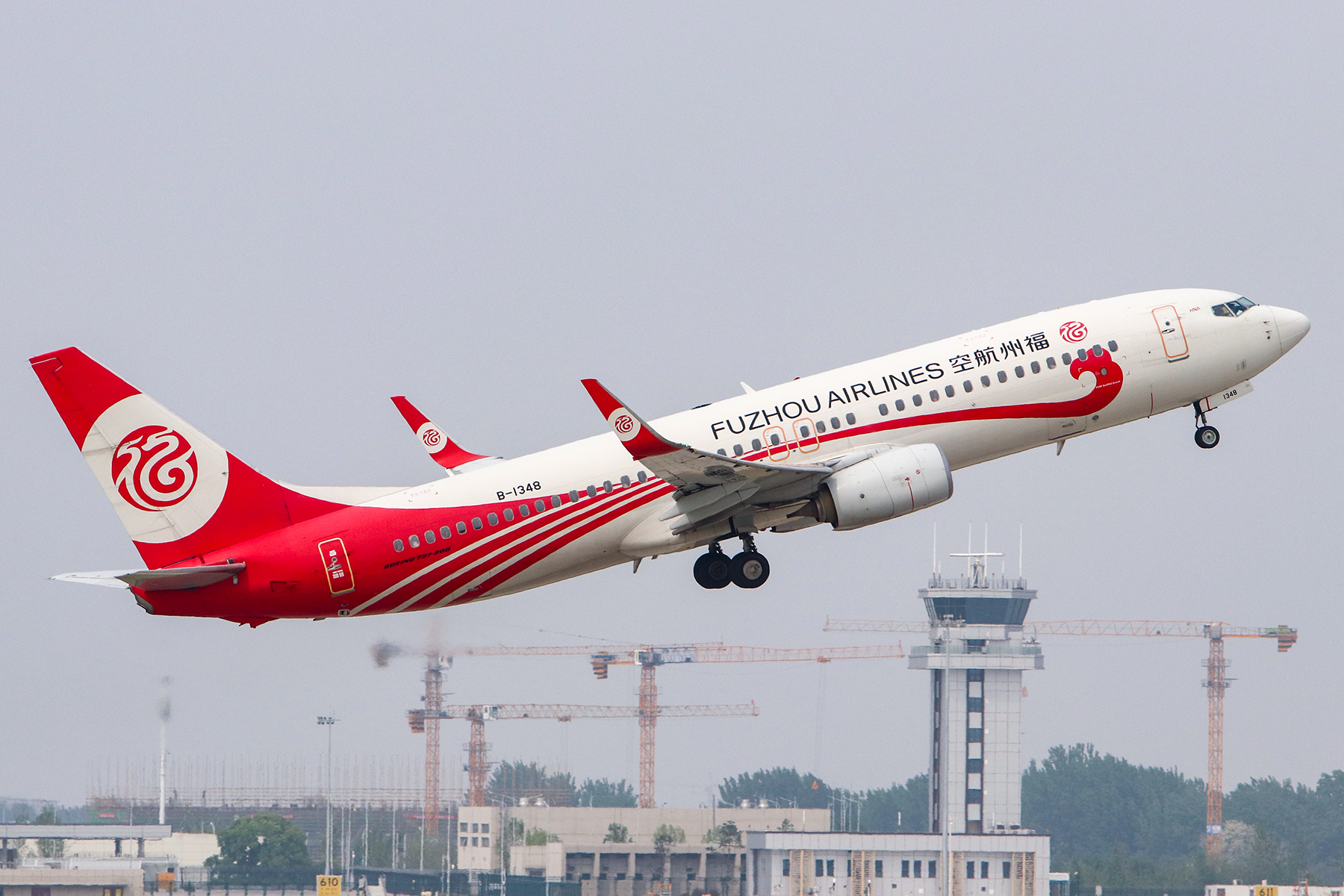
Un Boeing 737-800.

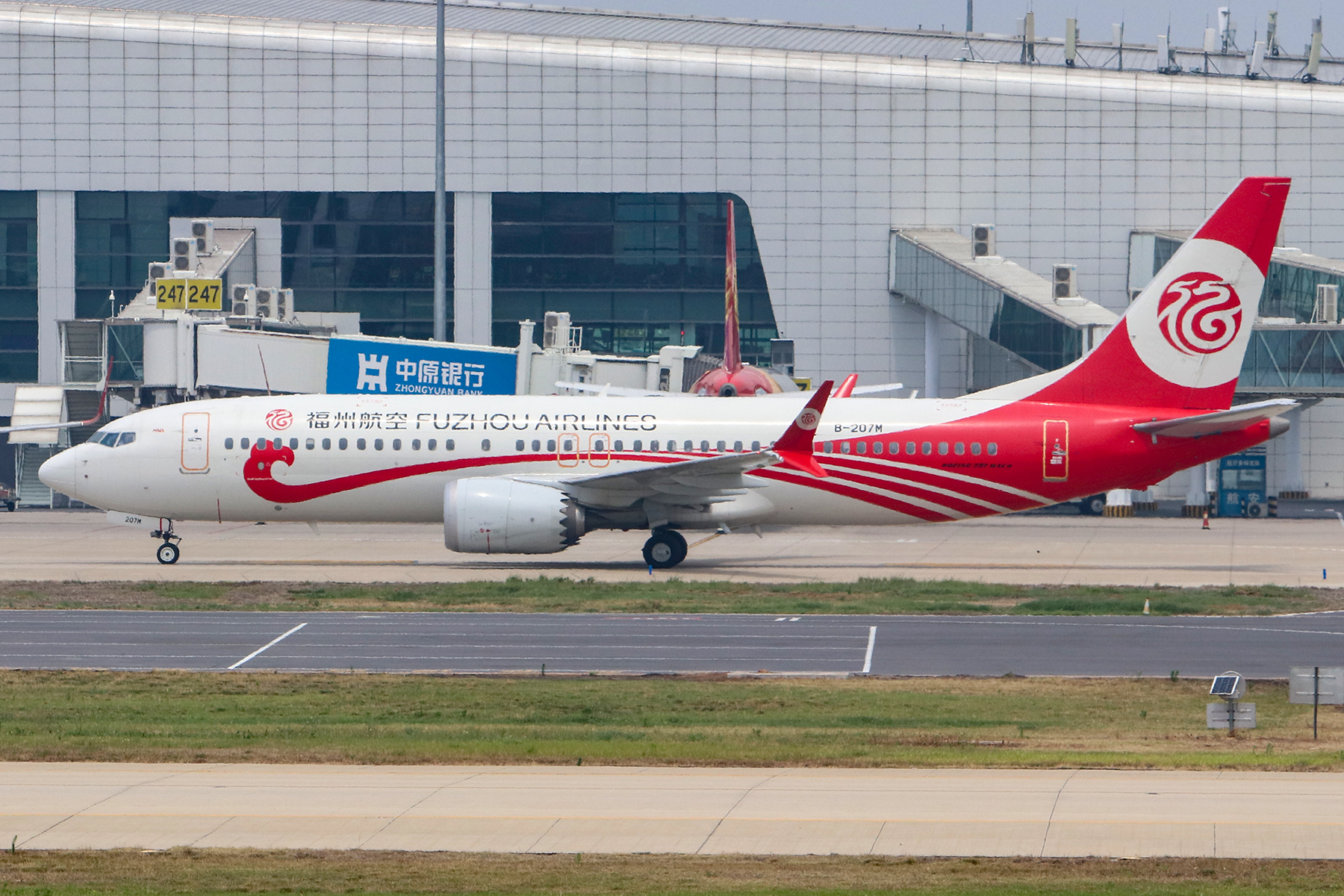
Un Boeing 737 MAX 8.

Ad ottobre 2024 la flotta di Fuzhou Airlines è così composta: